# Weisung Nr. 30
La Weisung Nr. 30 (Direttiva Führer n. 30) era una direttiva emessa da Adolf Hitler durante la seconda guerra mondiale. Ordinò il sostegno tedesco ai nazionalisti arabi dell'Iraq, che stavano combattendo contro gli inglesi.

## Contesto storico
Durante gli anni '30, i rappresentanti della Germania nazista e dell'Italia fascista tentarono di ottenere il favore di vari nazionalisti iracheni e promisero sostegno contro gli inglesi. Il 1º aprile 1941, Rashid Ali ed i membri del "Quadrato d'Oro" organizzarono un colpo di stato contro il governo filo-britannico del reggente Abdul Illah. Il 2 maggio, dopo che le tensioni aumentarono da entrambe le parti, i britannici lanciarono attacchi aerei preventivi contro le forze irachene e iniziò così la guerra anglo-irachena. Rashid Ali chiese immediatamente ai tedeschi di mantenere le precedenti promesse di assistenza.

## Testo completo
Il 23 maggio 1941 Hitler emanò la Direttiva Führer n. 30 che diceva:
1. Il Movimento per la Libertà Araba è il nostro alleato naturale contro l'Inghilterra in Medio Oriente. In questo contesto la rivolta in Iraq è di particolare importanza. In questo modo si rafforzano le forze ostili all'Inghilterra in Medio Oriente oltre la frontiera irachena, si interrompono le comunicazioni inglesi e si bloccano le truppe e le navi inglesi a spese di altri teatri.
Ho quindi deciso di accelerare gli sviluppi in Medio Oriente sostenendo l'Iraq. Se e come sia possibile, in concomitanza con un'offensiva contro il Canale di Suez, spezzare finalmente la posizione britannica tra il Mediterraneo e il Golfo Persico è una domanda a cui sarà data risposta solo dopo il Barbarossa.
2. In connessione con la mia decisione, ordino quanto segue per il sostegno dell'Iraq: (a) il sostegno dell'aeronautica; (b) l'invio di una missione militare; (c) la consegna di armi.
3. La missione militare (nome di copertura Sonderstab F) sarà sotto il comando del Generale Felmy. I suoi compiti sono: (a) Consigliare e sostenere le forze armate irachene. (b) Ove possibile, stabilire contatti militari con forze ostili all'Inghilterra al di fuori dell'Iraq. (c) Ottenere esperienza e informazioni in questo settore per le forze armate tedesche. La composizione di tale organizzazione sarà regolata, in conformità a tali compiti, dal Capo dell'Alto Comando delle Forze Armate. La catena di comando sarà la seguente: (a) Tutto il personale delle forze armate inviato in Iraq, compreso il personale di collegamento in Siria, sarà sotto il comando del capo della missione militare, a condizione che vengano impartiti ordini e linee guida per le unità dell'aviazione esclusivamente dall'Alto Comando dell'Aeronautica Militare. (b) Il capo della missione militare sarà subordinato al Capo dell'Alto Comando delle Forze Armate, a condizione che gli ordini e le linee guida per le unità dell'aviazione provengano esclusivamente dall'Alto Comando dell'Aeronautica. (c) I membri della missione militare sono, per il momento, da considerare come volontari (alla maniera della Legione Condor). Indosseranno uniformi tropicali con distintivi iracheni. Inoltre, i contrassegni iracheni saranno indossati dagli aerei tedeschi.
4. L'Aeronautica: l'impiego dell'aeronautica in numero limitato ha lo scopo, a parte gli effetti diretti, di aumentare la fiducia in se stessi e lo spirito combattivo del popolo e delle forze armate irachene.
5. Consegna delle armi: Il Capo dell'Alto Comando delle Forze Armate impartirà gli ordini necessari al riguardo. (Le consegne devono essere effettuate dalla Siria, in accordo con l'accordo raggiunto con i francesi in questa materia, e dalla Germania.)
6. La direzione della propaganda in Medio Oriente è di competenza del Ministero degli Esteri, che collaborerà con l'Alto Comando delle Forze Armate, Personale Operativo – Sezione Propaganda. L'idea di base della nostra propaganda è: la vittoria dell'Asse libererà i paesi del Medio Oriente dal giogo inglese e darà loro il diritto all'autodeterminazione. Tutti coloro che amano la libertà si uniranno quindi alla lotta contro l'Inghilterra. Nessuna propaganda deve essere condotta contro i francesi in Siria.
7. Qualora membri delle Forze Armate italiane fossero impiegati in servizio in Iraq, il personale tedesco coopererà secondo le linee previste dalla presente direttiva. Verranno compiuti sforzi per garantire che essi entrino sotto il comando del capo della missione militare tedesca.
Il Comandante Supremo delle Forze Armate
firmato: Adolf Hitler